# 1713 na literatura

## Nascimentos
| Data           | Nome            | Profissão           | Nacionalidade | Observações | Ref |
| -------------- | --------------- | ------------------- | ------------- | ----------- | --- |
| 5 de outubro   | Denis Diderot   | filósofo e escritor | França        | m. 1784     |     |
| 24 de Novembro | Laurence Sterne | escritor            | Irlanda       | m. 1768     |     |

## Mortes
| Data | Nome | Profissão | Nacionalidade | Observações | Ref |
| ---- | ---- | --------- | ------------- | ----------- | --- |